# Damad
Damad era un títol otomà d'origen persa, que portaven els gendres del sultà quan exercien algun càrrec. Inicialment els damad eren prínceps vassalls de l'Àsia Menor, visirs o generals (hi ha un cas d'un santó). Posteriorment els damad eren el gran visir, el Kapudan Paixà, l'agà dels geníssers, el bostandjibashi i altres alts funcionaris. El damad tenia una posició subordinada a la seva esposa, filla del soldà, i els seus fills no tenien dret a cap funció pública.